# Coleophora scariphota
Coleophora scariphota é uma espécie de mariposa do gênero Coleophora pertencente à família Coleophoridae.